# 前田憲一
前田 憲一（まえだ けんいち、1909年8月1日 - 1995年10月14日）は、日本の電波工学者。学位は工学博士（京都帝国大学）。京都大学名誉教授、元京都産業大学教授。 大阪府大阪市出身。
主に、電離層における電波の反射についての基礎研究を行った。なお、この研究成果は携帯電話に利用されている。

## 略歴
- 1929年3月 - 大阪高等学校卒業
- 1932年3月 - 京都帝国大学工学部電気工学科卒業
- 1932年4月 - 逓信省電気試験所研究員
- 1932年6月 - 逓信省電気試験所平磯出張所在勤
- 1941年3月 - 工学博士（京都帝国大学）
- 1946年12月 - 電波物理研究所所長
- 1953年2月 - 京都大学教授
- 1973年3月 - 京都大学名誉教授
- 1991年1月 - 日本学士院会員
- 1995年10月 - 京都府京都市にて死去

## 学会活動等
- 1966年12月 - 国際宇宙アカデミー会員

## 受賞
- 1969年 - 東レ科学技術賞
- 1970年6月 - 電波功労者
- 1972年6月 - 日本学士院賞
- 1973年4月 - 紫綬褒章

## 著作
- 『電波伝播』（共著）コロナ社 1940年
- 『電波伝播』（共著）岩波 1953年
- 『超短波・マイクロ波伝播』共立出版 1955年
- 『電波工学』共立出版 1959年
- 『電気通信工学』オーム社 1968年
- 『電磁波動論』オーム社 1970年